# Christopher Aurivillius

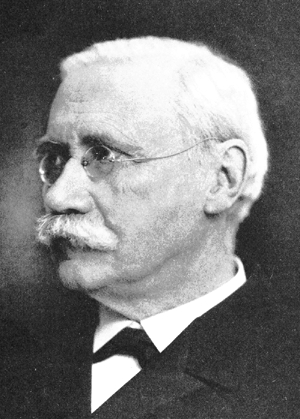
Christopher Aurivillius

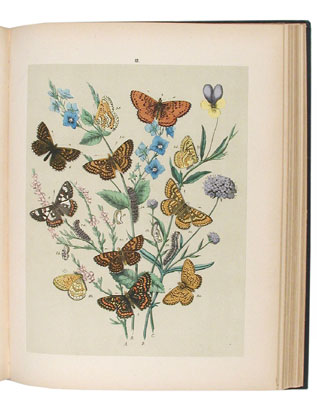
Abbildung aus dem Werk: Über sekundäre Geschlechtscharaktere nordischer Tagfalter

Per Olof Christopher Aurivillius (* 15. Januar 1853 im Kirchspiel Forsa in Hälsingland; † 20. Juli 1928 in Mörby) war ein schwedischer Entomologe.

## Leben und Wirken
Aurivillus wurde als Sohn eines Propsts geboren. Er besuchte das Gymnasium in Härnösand und studierte anschließend an der Universität Uppsala, wo er 1880 den Doktorgrad Ph. D. erhielt. Danach erhielt er eine Anstellung in der entomologischen Abteilung des Naturhistorischen Museums in Stockholm (Naturhistoriska Riksmuseet), wo er 1893 Professor wurde. Im selben Jahr wählte man ihn in die Landwirtschaftsakademie und kurz darauf in die Königlich Wissenschaftliche Akademie, deren Sekretär er von 1901 bis 1923 war.
Aurivillius erlangte überregionale Bekanntheit aufgrund seiner Forschungen zu Schmetterlingen, Hautflüglern und Käfern. Er verfasste Arbeiten zu schwedischen und zu afrikanischen Schmetterlingen und schrieb eine Abhandlung über Carl von Linnés Bedeutung für die Entomologie. Weiterhin übersetzte er Werke von Alfred Brehm ins Schwedische. Er war in den 1890er Jahren Initiator der staatlichen entomologischen Anstalt und beteiligte sich am mehrbändigen Werk Svensk insektsfauna (Schwedische Insektenfauna). Aurivillius hatte auch Bedeutung als Pädagoge und war Mitglied der Volksschulkommission von Stockholm.
Er war verheiratet mit Agnes Danielsdotter und hatte mit ihr den Sohn Magnus, der dem Vater in der Fußspur folgte. Auch Christophers Bruder, Carl, war als Naturforscher angesehen.